# Червона Гурка (Свентокшиське воєводство)
Червона Гурка (пол. Czerwona Górka) — село в Польщі, у гміні Лончна Скаржиського повіту Свентокшиського воєводства.
Населення — 1197 осіб (2011).
У 1975-1998 роках село належало до Келецького воєводства.

## Демографія
Демографічна структура на день 31 березня 2011 року:
|          | Загалом | Допрацездатний вік | Працездатний вік | Постпрацездатний вік |
| -------- | ------- | ------------------ | ---------------- | -------------------- |
| Чоловіки | 600     | 118                | 433              | 49                   |
| Жінки    | 597     | 124                | 350              | 123                  |
| Разом    | 1197    | 242                | 783              | 172                  |